# Pila

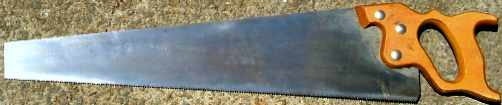
Pila ocaska

Pila je nástroj nebo stroj k dělení (řezání) materiálu ozubeným listem, kotoučem, pásem nebo řetězem. Při řezání vzniká prořez, protože část materiálu se promění v sypký odpad čili piliny. Pily se dělí na nástroje s ručním nebo motorovým pohonem a na pily jako třískové obráběcí stroje. Podle principu činnosti se dělí na přímočaré a kotoučové a podle řezaného materiálu na pily na dřevo, na kov, na kámen a podobně. Jako pila se označuje i celá dřevařská provozovna.

## Historie

Schema starověké římské pily na kámen poháněné vodou.

Pila je známa od starověku. Používala se k řezání dřeva i kamene ve starém Egyptě. Vodním kolem poháněná pila (vodní pila) je známa například z Hierapole.

## Ruční pily na dřevo
Ruční pily na dřevo mají přímý pilový list s různě tvarovanými zuby, které odebírají materiál buď jen v jednom směru nebo v obojím. Pily japonského typu jsou mnohem tenčí, nemají rozvod zubů a řežou tahem (méně odstraněného materiálu/méně námahy, přesnější a čistší řez). Pro pily západního typu platí, že zuby na listu musí mít pilový rozvod („šraňk“), to jest zuby střídavě vyhnuté na jednu a druhou stranu, aby se pila v řezu „nedusila“. K nastavení rozvodu se užívají zvláštní („šrankovací“) kleště, které zajišťují stejnoměrné vyhnutí. Pro hrubší řez, například palivového dřeva, se volí buď nepravidelný tvar zubů („vlčí zuby“) s větším prostorem mezi zuby, anebo hrubší trojúhelné zuby s větším rozvodem. Také pro řezání prken podél let se volí list s hrubšími zuby a větším rozvodem, kdežto pro příčný řez mohou být zuby jemnější. Pilový list je buď sám dostatečně tuhý, anebo musí být napnut v rámu. Starší pilové listy se ostřily trojhranným pilníkem ve svěráku mírně šikmými tahy tak, aby sklon břitu zubu odpovídal jeho vyhnutí. Tak se např. liché zuby nabrousily najednou se sklonem v jednom směru a pak sudé zuby s opačným sklonem. Moderní pily na dřevo mívají zuby kalené, takže se už dodatečně ostřit ani rozvádět nemusí. 

### Druhy a použití
Nejhrubší pily (dvoumužné „břichatky“) se užívají při kácení stromů a těžbě dřeva, pro různé příležitostné práce s dřevem se užívají pily s tuhým listem (zlodějka, ocaska). Také v sadařství se užívají pily s tuhým listem a hrubšími zuby. Jejich výhoda je v tom, že se dají dobře použít i mezi větvemi, nevýhoda silnějšího listu je v tom, že musí odebírat zbytečně mnoho materiálu a vyžaduje tedy větší námahu.
Tenčí pilové listy musí být napnuty v rámu, odebírají ale méně materiálu a řežou také rychleji. Obloukové pily s „vlčími zuby“ se užívají při ručním řezání palivového dřeva. Tesařské a truhlářské rámové pily mají tenké listy, napjaté v rámu a různě široké podle toho, zda se užívají pro přímočarý nebo různě zakřivený řez. Pro jemnější a dokončovací práce se užívají pily a pilky různých tvarů, například čepovka pro zkracování přesahující kolíků, pokosová pila pro šikmé řezy a podobně. Nejjemnější lupénkové pilky se užívají k vyřezávání z tenkého materiálu (dýha, překližka). Pily na dřevo se často užívají i pro řezání měkčích umělých hmot, pokud nezáleží na povrchu řezu.

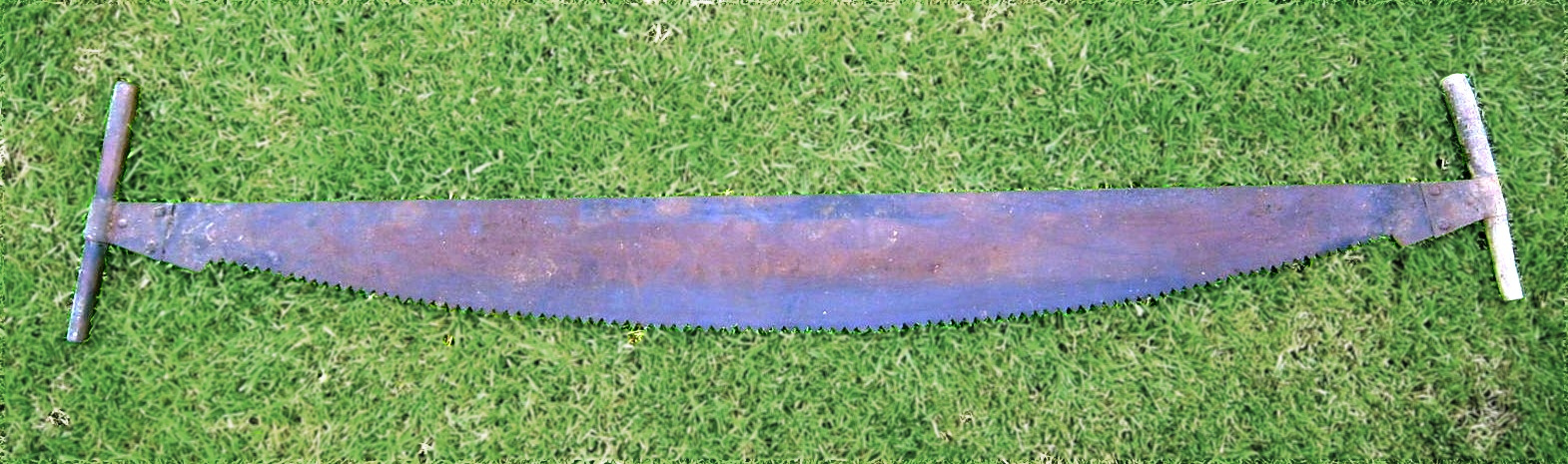
Dřevařská pila (břichatka, „kapr“)
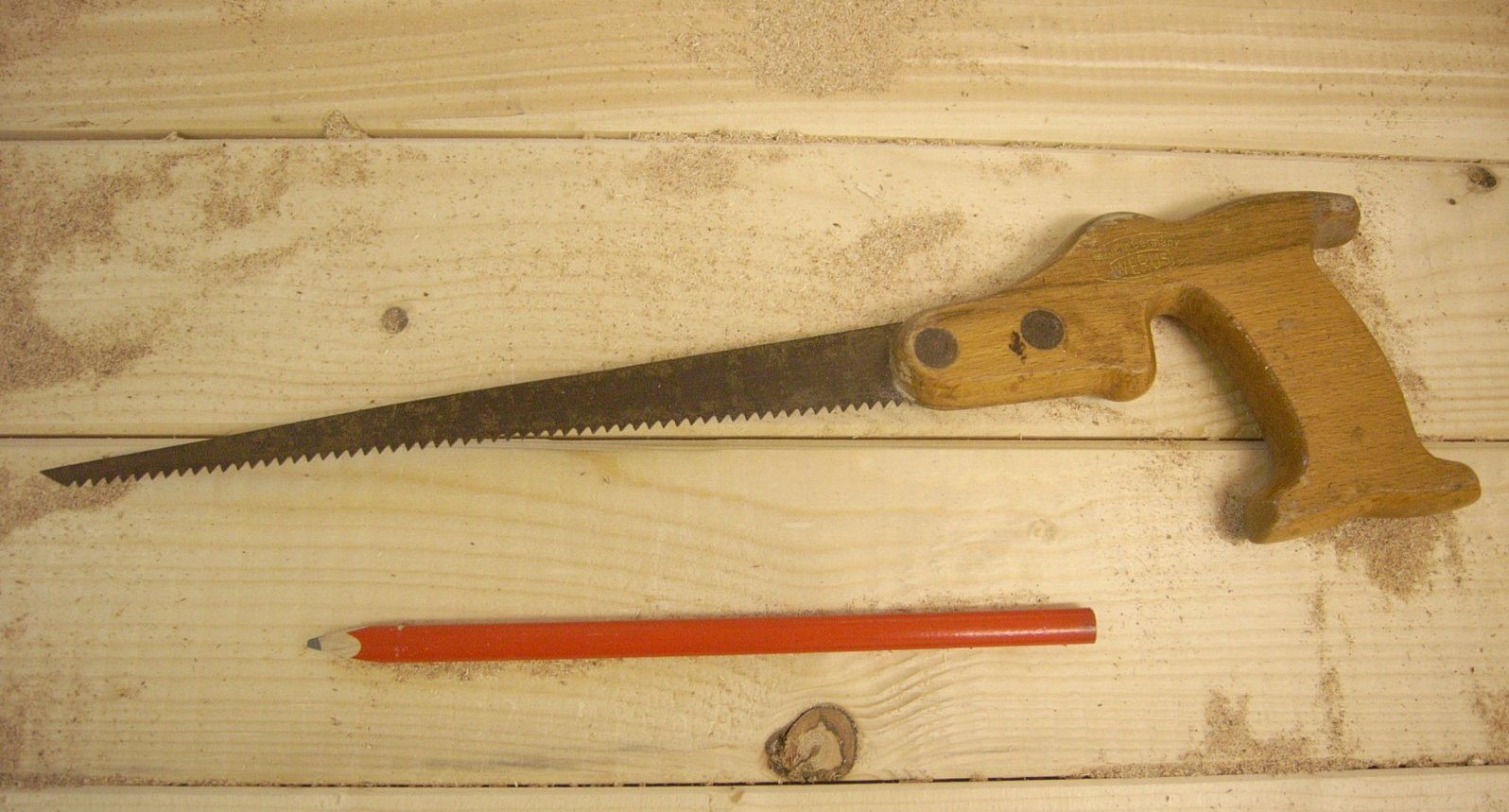
Zlodějka
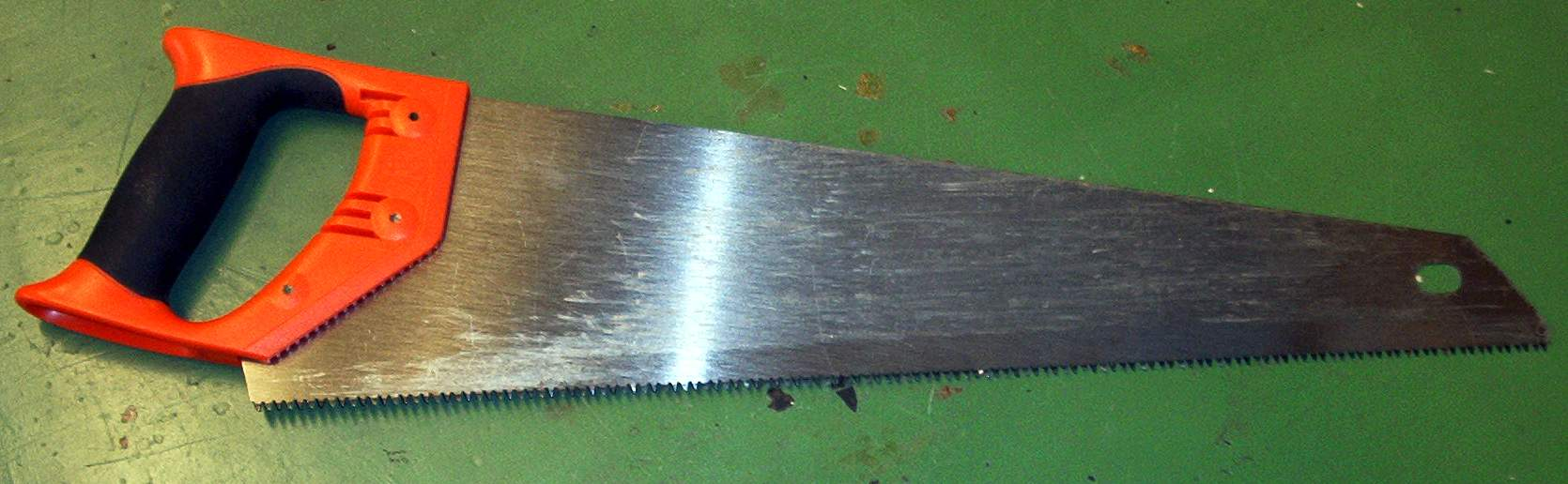
Ocaska
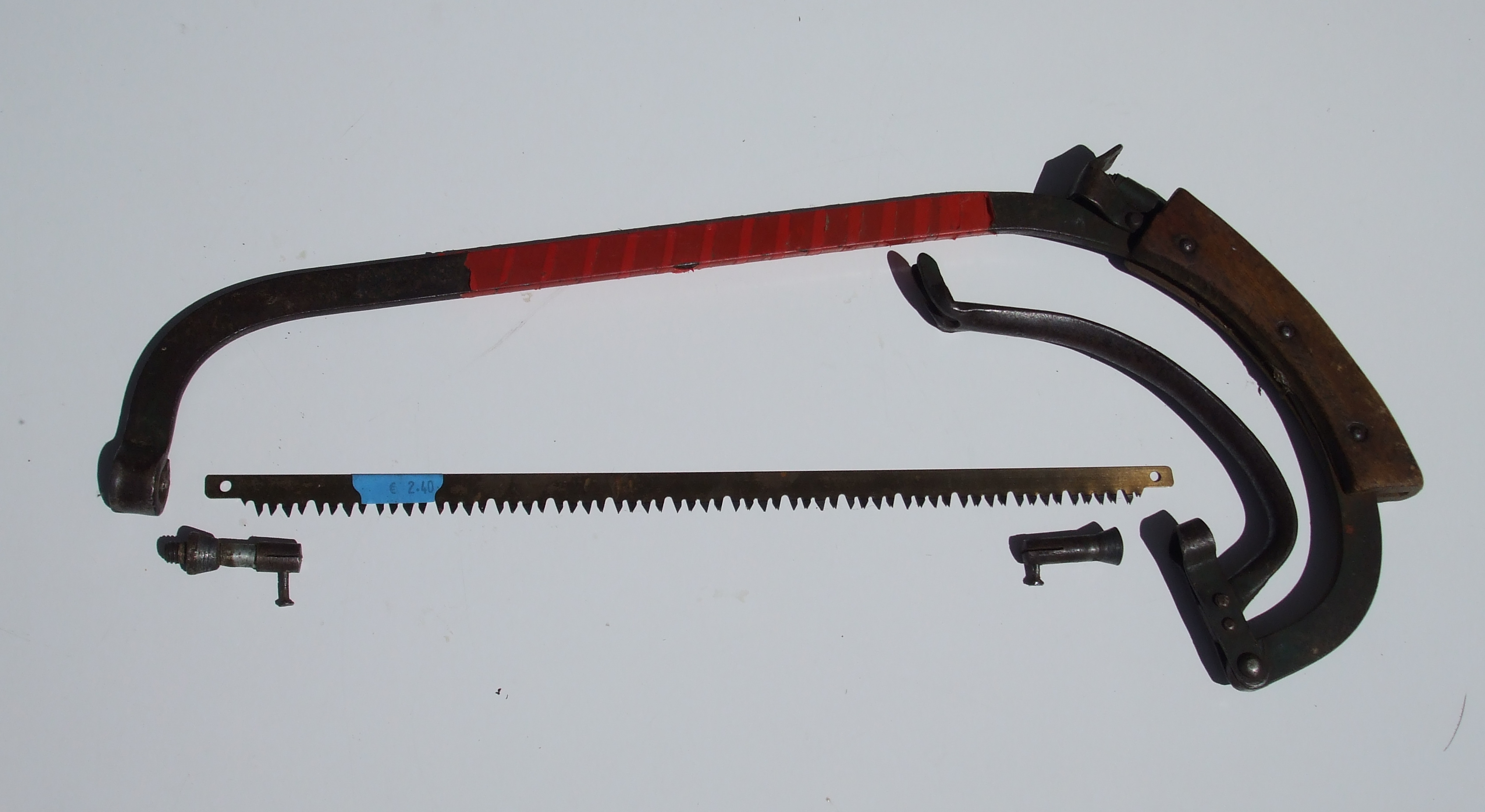
Sadařská pila
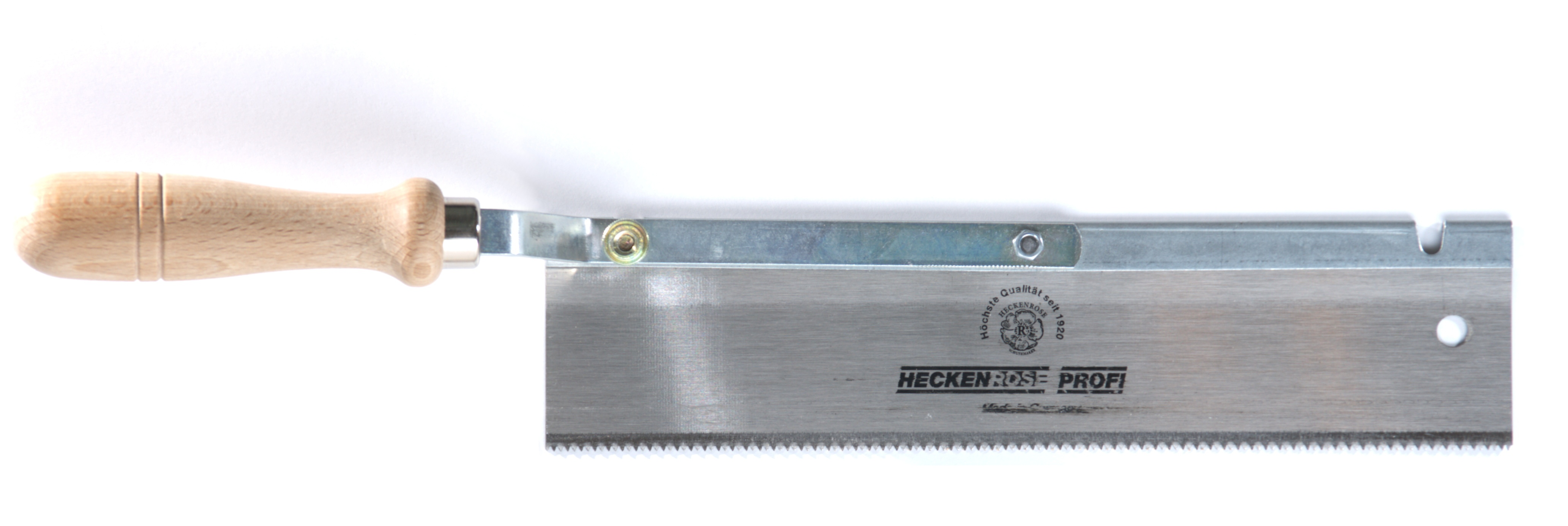
Čepovka
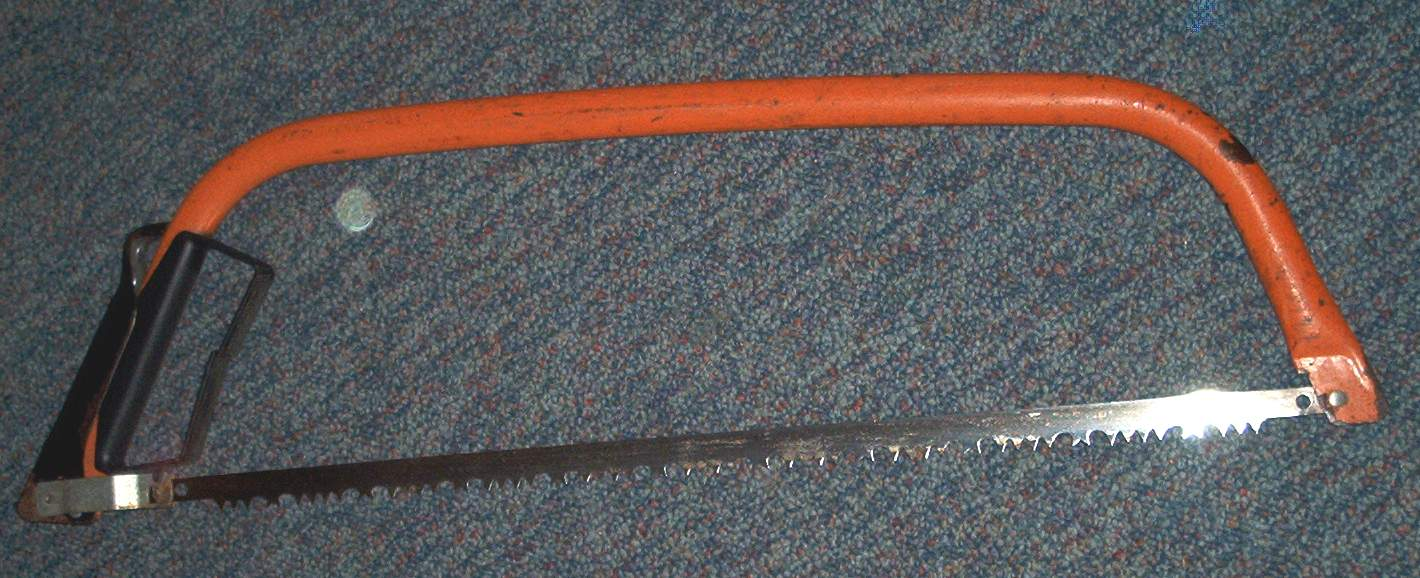
Oblouková pila
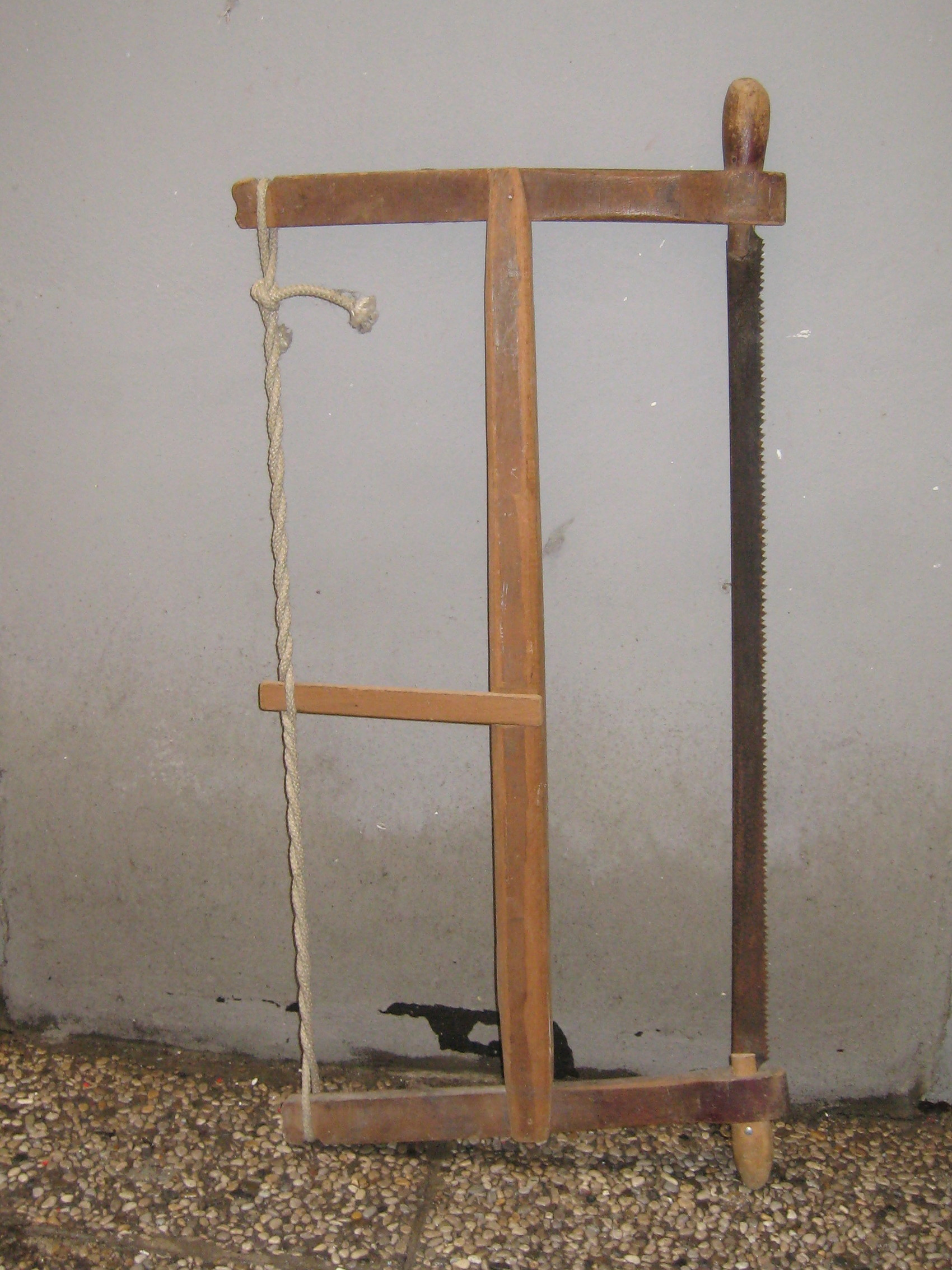
Truhlářská pila
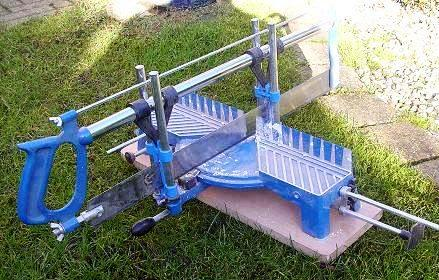
Pokosová pila
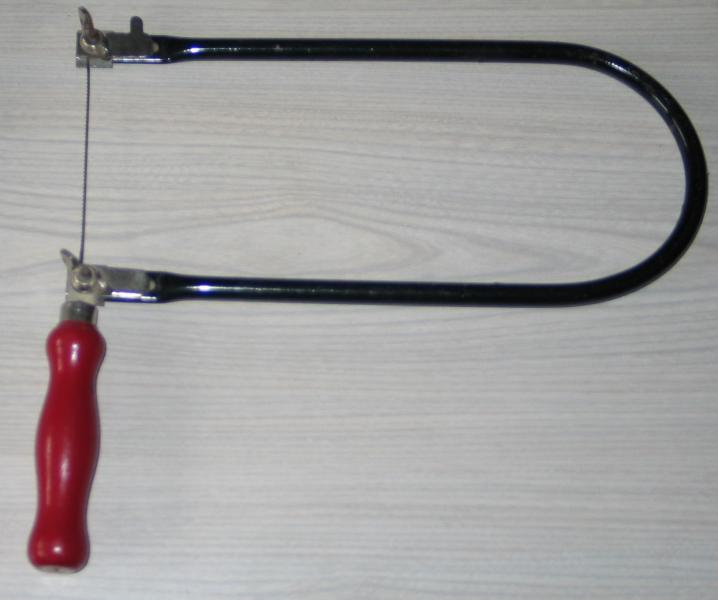
Lupénková pila na dřevo
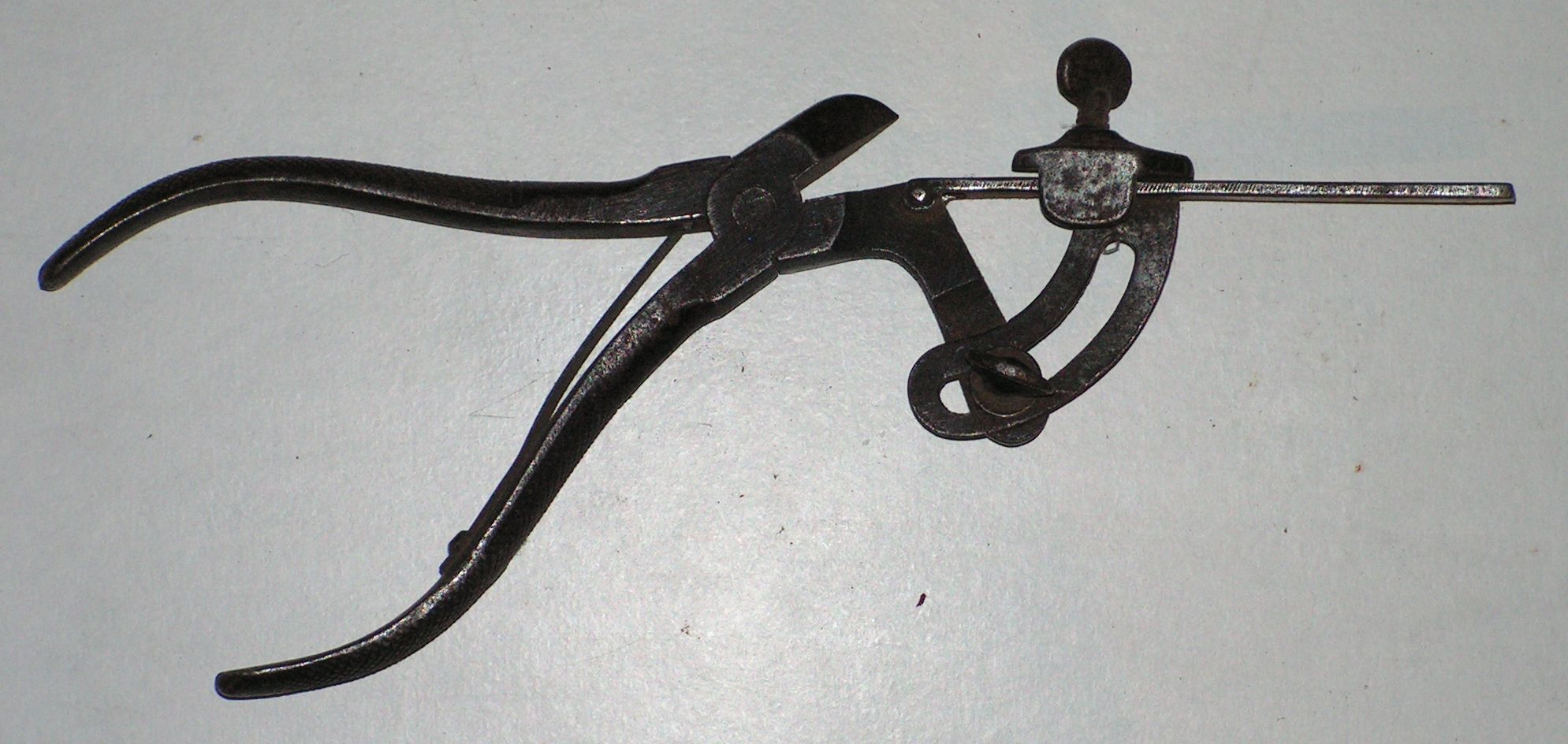
Rozváděcí kleště (šrankovací)
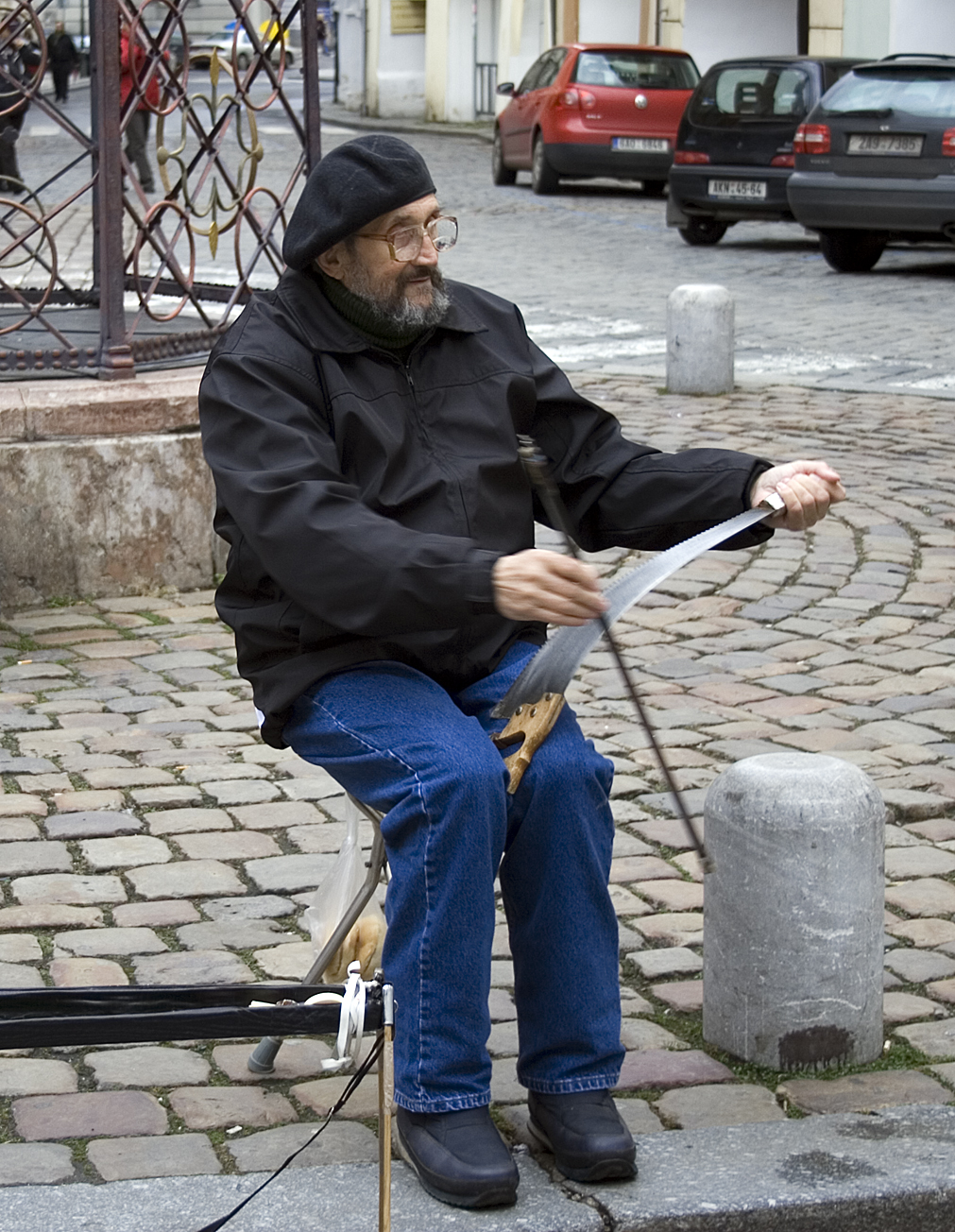
Hráč na pilu

### Ruční pily s motorovým pohonem
Mezi ruční pily s motorovým pohonem patří řetězová pila s nekonečným řetězem, který obíhá po obvodu tuhé ocelové planžety. Jednotlivé zuby jsou vlastně doleva a doprava otevřené, hranaté háky, jejichž ostří dřevo z řezu vyhoblovává. Řez je velmi široký, což při kácení stromů, řezání silných větví nebo palivového dřeva nevadí, zato lze pilu do materiálu přímo „zabořit“, vyřezávat i otvory a podobně. Řetězová pila je poháněna buďto malým spalovacím motorem nebo běžným elektromotorem a vyžaduje přísná bezpečnostní opatření. Pilový řetěz je sám o sobě nebezpečný a pokud se přetrhne, může ohrozit i širší okolí. Motorové pily poháněné spalovacím motorem se často používají při těžbě dřeva.
Pro drobnější práce se používají ruční okružní pily s průměrem kotouče 120–250 mm a elektrickým pohonem. Umožňují kolmý i šikmý řez v materiálu do tloušťky asi 30 mm. Pro vyřezávání v tenčím materiálu se užívá přímočará pila, poháněná elektromotorem a ojnicí nebo vačkou. Elektrické ruční nářadí je často napájeno akumulátorem, takže nezávisí na elektrické síti a při práci nepřekáží napájecí kabel.

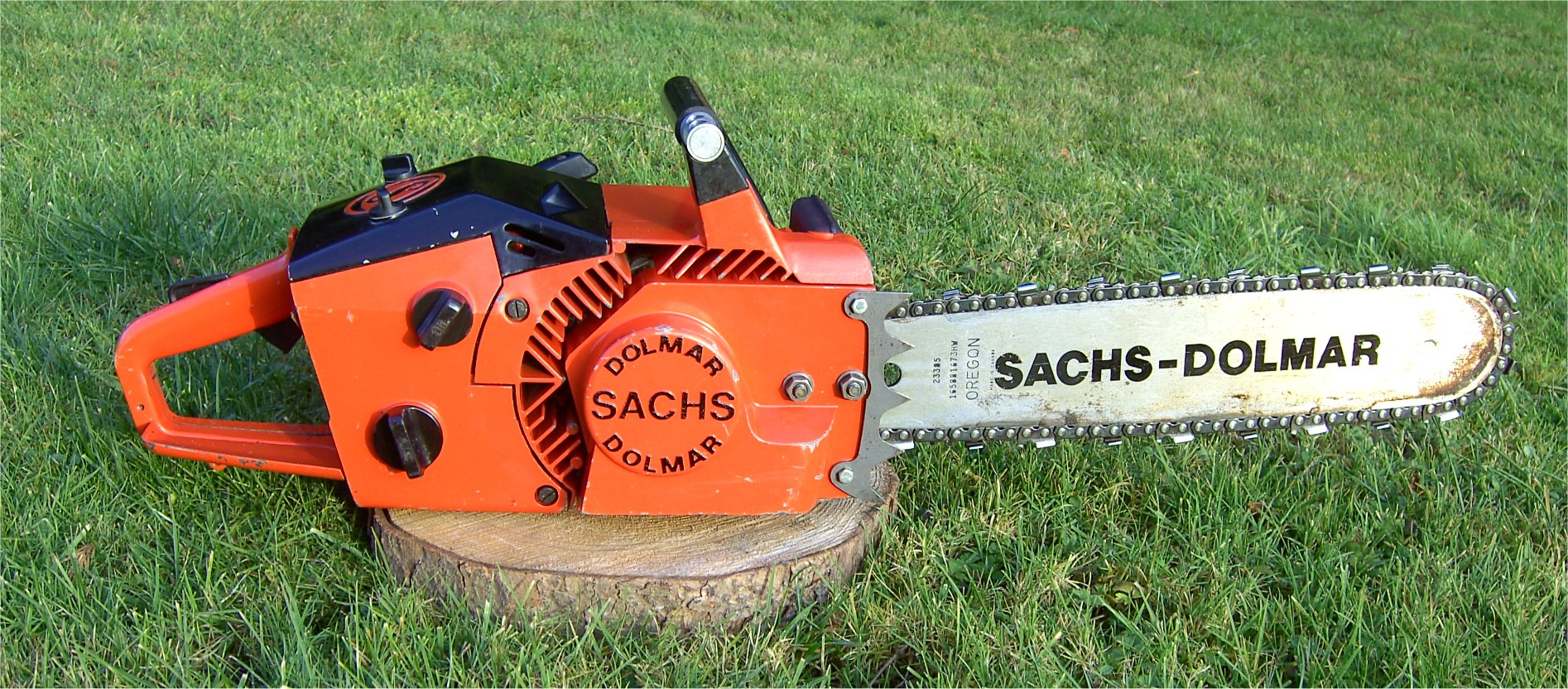
Řetězová pila
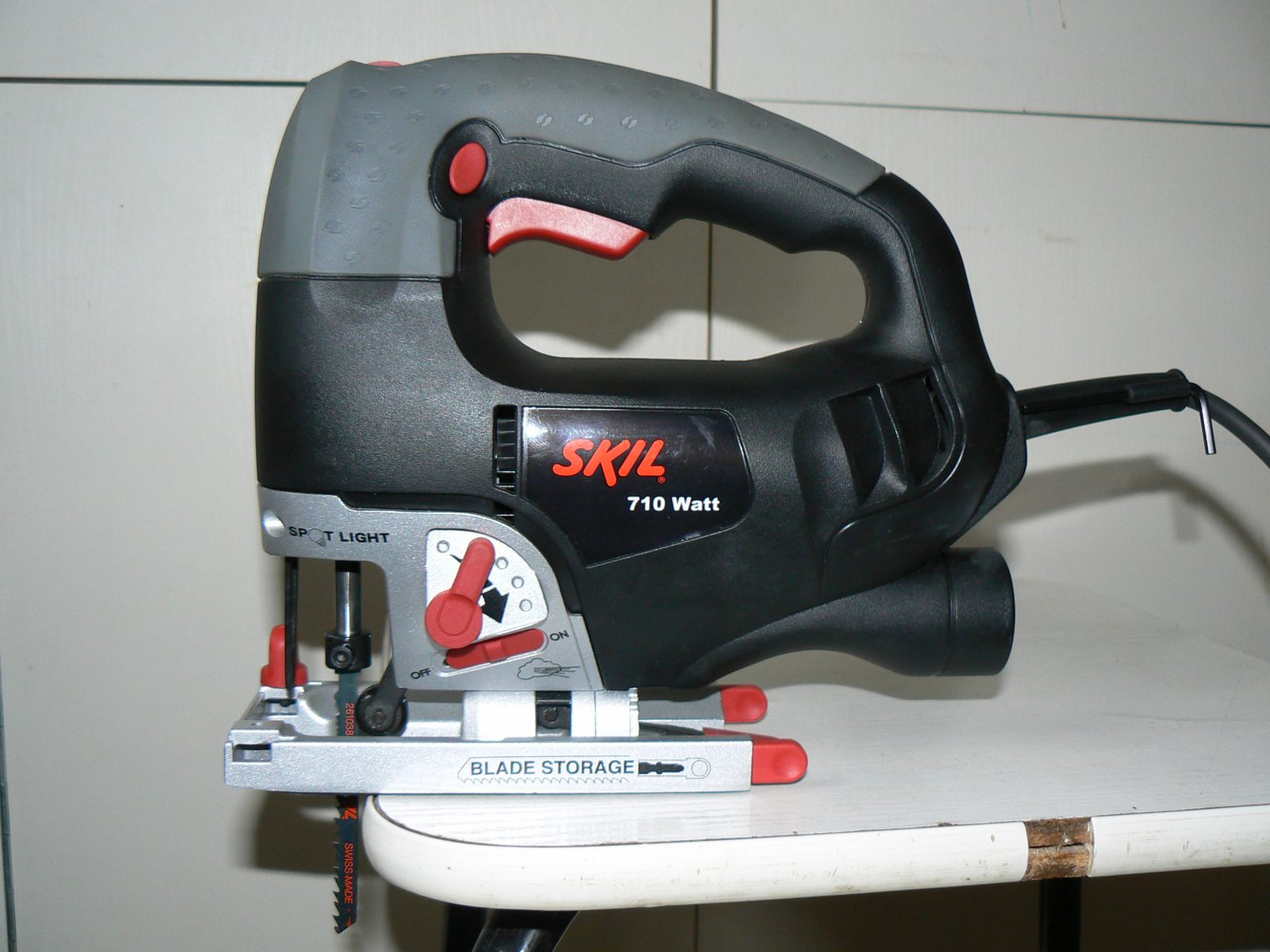
Přímočará pila
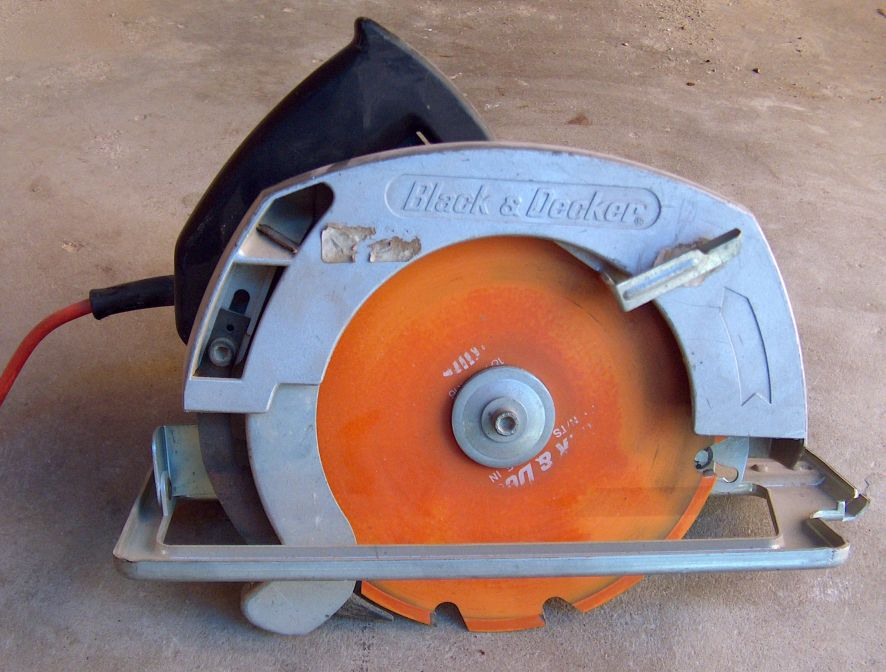
Ruční kotoučová pila

## Ruční pily na kov
Ruční pily na kov mají rám, do kterého je upínán pilový list. Listy na kov mají jemnější zuby a pokud mají rozvod, nedělá se po jednotlivých zubech, nýbrž ve vlnkách. Pilové listy mají ostří kalené, které se nebrousí. Po otupení se pilové listy vyměňují. Běžné rámové pilky na kov používají zámečníci nebo instalatéři. V jemné mechanice se někdy užívají drobnější rámové pilky a v hodinářství a zlatnictví se používají hlavně lupénkové pilky různé síly a s mírně lichoběžníkovým průřezem, takže nemají rozvod.

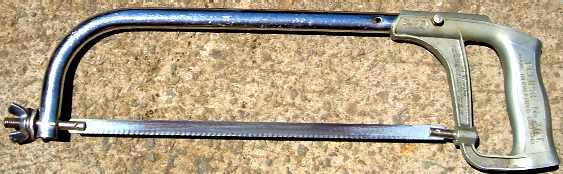
Ruční pila na kov
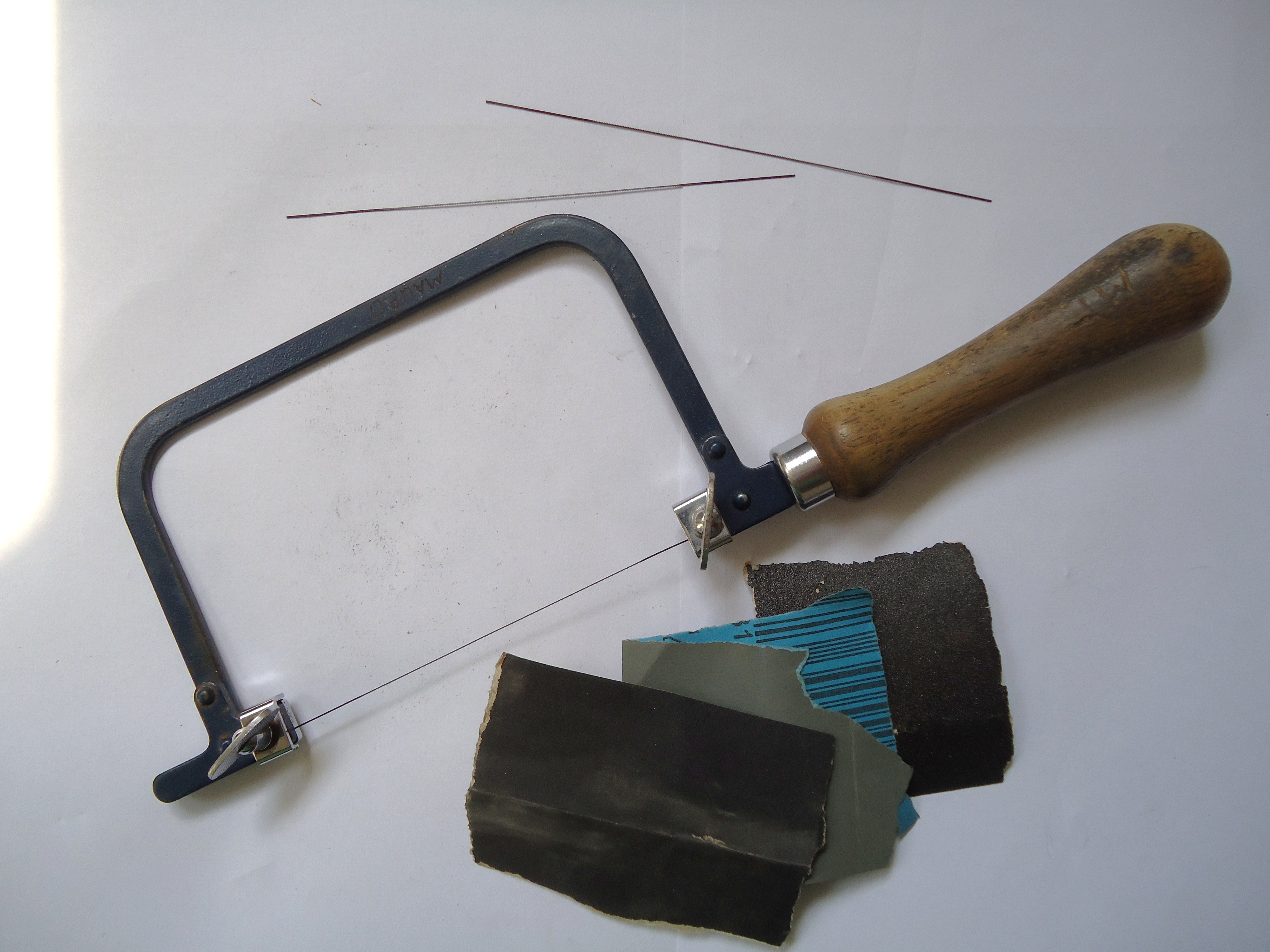
Lupénková pila na kov

## Pily na dřevo
Hrubší strojní pila na rozřez klád (katr) je přímočará a má větší počet listů, napjatých vedle sebe v pohyblivém rámu. Rám se pohybuje ve svislé rovině a kláda se do řezu posouvá mechanicky vroubkovaným válcem. Slouží k výrobě trámů, fošen, prken, lišt a podobně.
Nejběžnější a nejjednodušší jsou kotoučové pily (cirkulárky) s kruhovým ocelovým kotoučem. Pokud se užívají jen na řezání palivového dřeva, mají podávací zařízení na polena, jinak mají rovinný stůl, vůči němuž lze kotouč na výšku nastavit podle potřebné hloubky řezu. Truhlářské kotoučové pily mají různá pravítka a dorazy, většinou ručně posuvný stůl (jsou i motorické) a umožňují i nastavení šikmého řezu. Dalším typem pro truhláře jsou vertikální pily, kde se deska materiálu postaví na hranu a mírně šikmo se opře o pracovní plochu, pilový kotouč se většinou dá natáčet pro řez v osách X Y a posuv ramen s pilou bývá motorický. Šikmý řez se na těchto pilách provádí pomocí přídavného pravítka, na které se materiál usadí. Nejvyšší třídou pil na dřevo a materiály na bázi dřeva jsou tzv. dělicí pily, kde probíhá řez materiálu pevně upnutého v konstrukci stroje pohybujícím se pilovým vozíkem a rozměry uřezaných dílců se nastavují motorickým posunem kleštin držících materiál. Dělí se na jednolištové a úhlové (dvojlištové, jsou to vlastně 2 jednolištové sestavené do jednoho stroje v pravém úhlu, většinou bývá první kratší), některé úhlové pily mají ještě třetí pilový kotouč pro tzv. hlavový řez. Větší část truhlářských pil obsahuje také tzv. předřez pro zlepšení kvality řezu.
Při jemnějším zpracování dřeva se užívá pásová pila s úzkým pilovým pásem, svařeným do nekonečné smyčky. Konce pilového pásu se přeplátují a svaří mosazí nebo bodovou svářečkou. Pás obíhá přes dvě velká kola, z nichž dolní obstarává pohon. Průměr oběžných kol omezuje velikost obráběného kusu; někdy se proto doplňují ještě třetím kolem vzadu. Na pásové pile se dají dělat i tvarové řezy a protože pás je tenký, vzniká také velmi malý prořez.

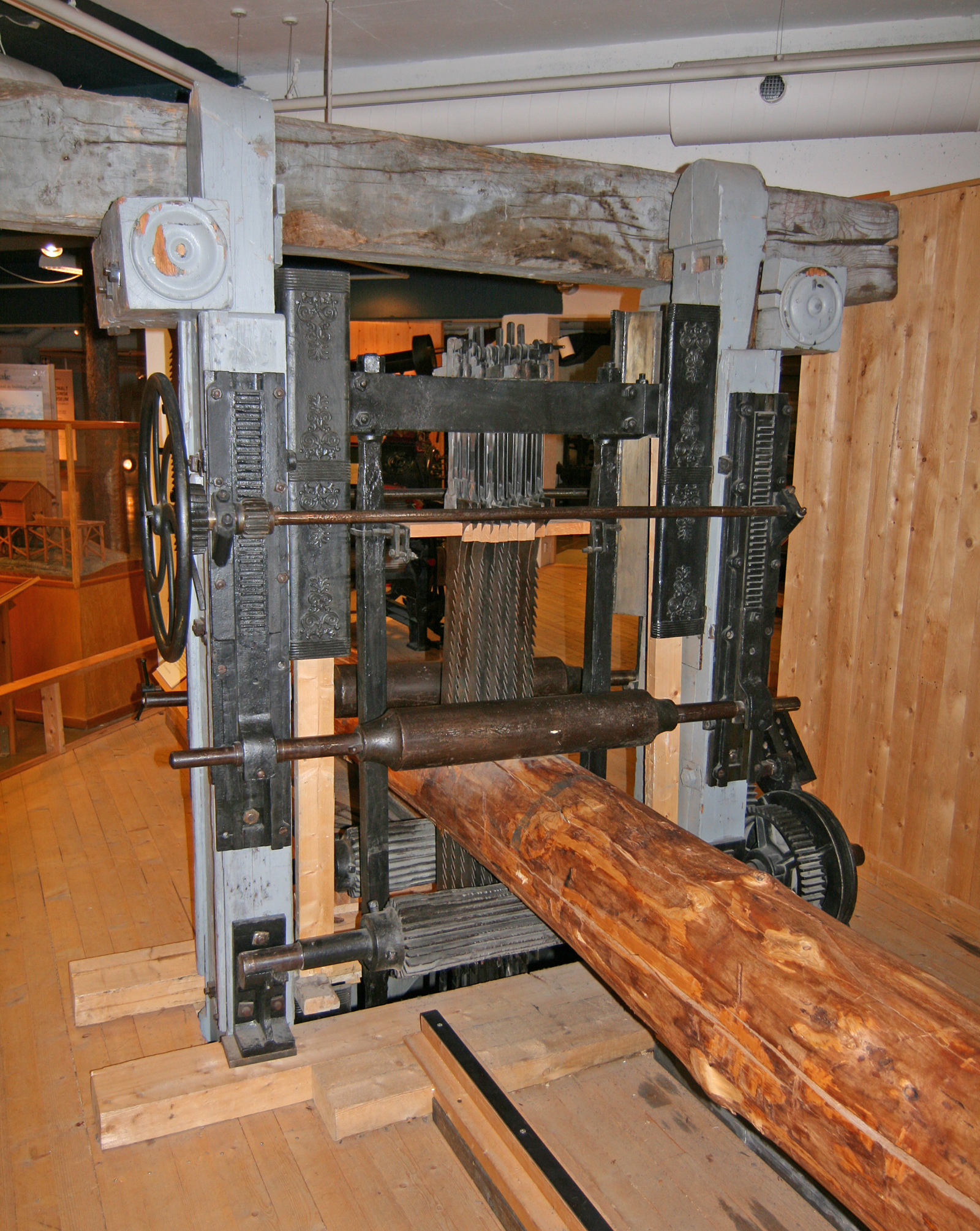
Katr
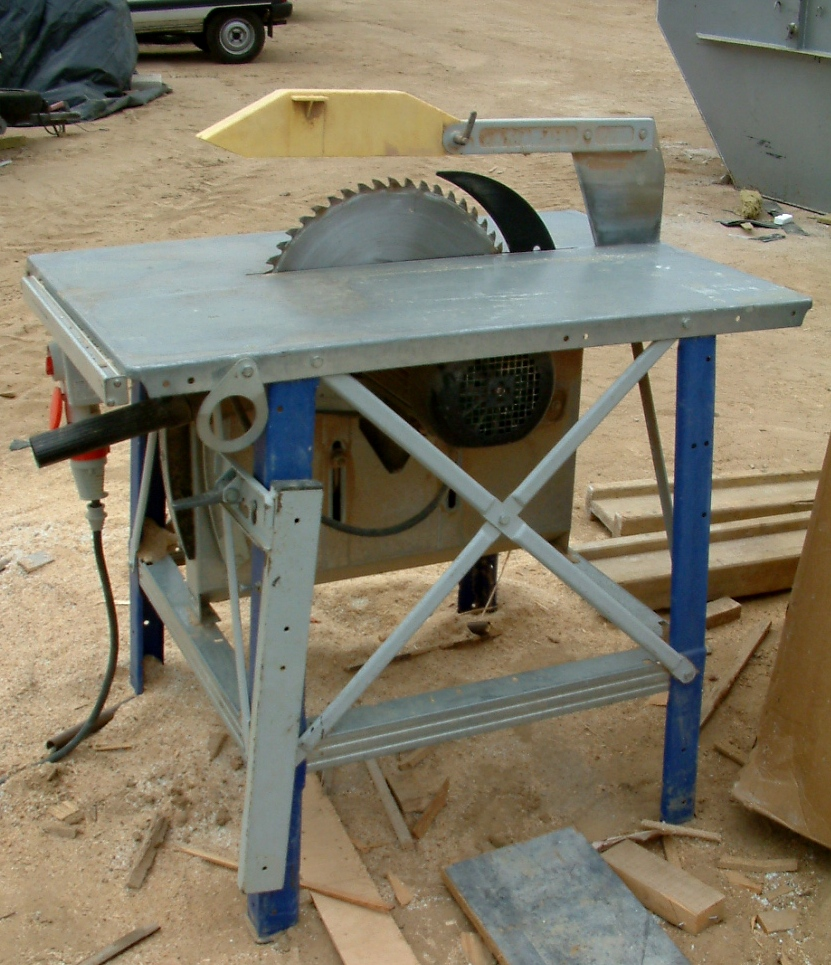
Kotoučová pila (cirkulárka)
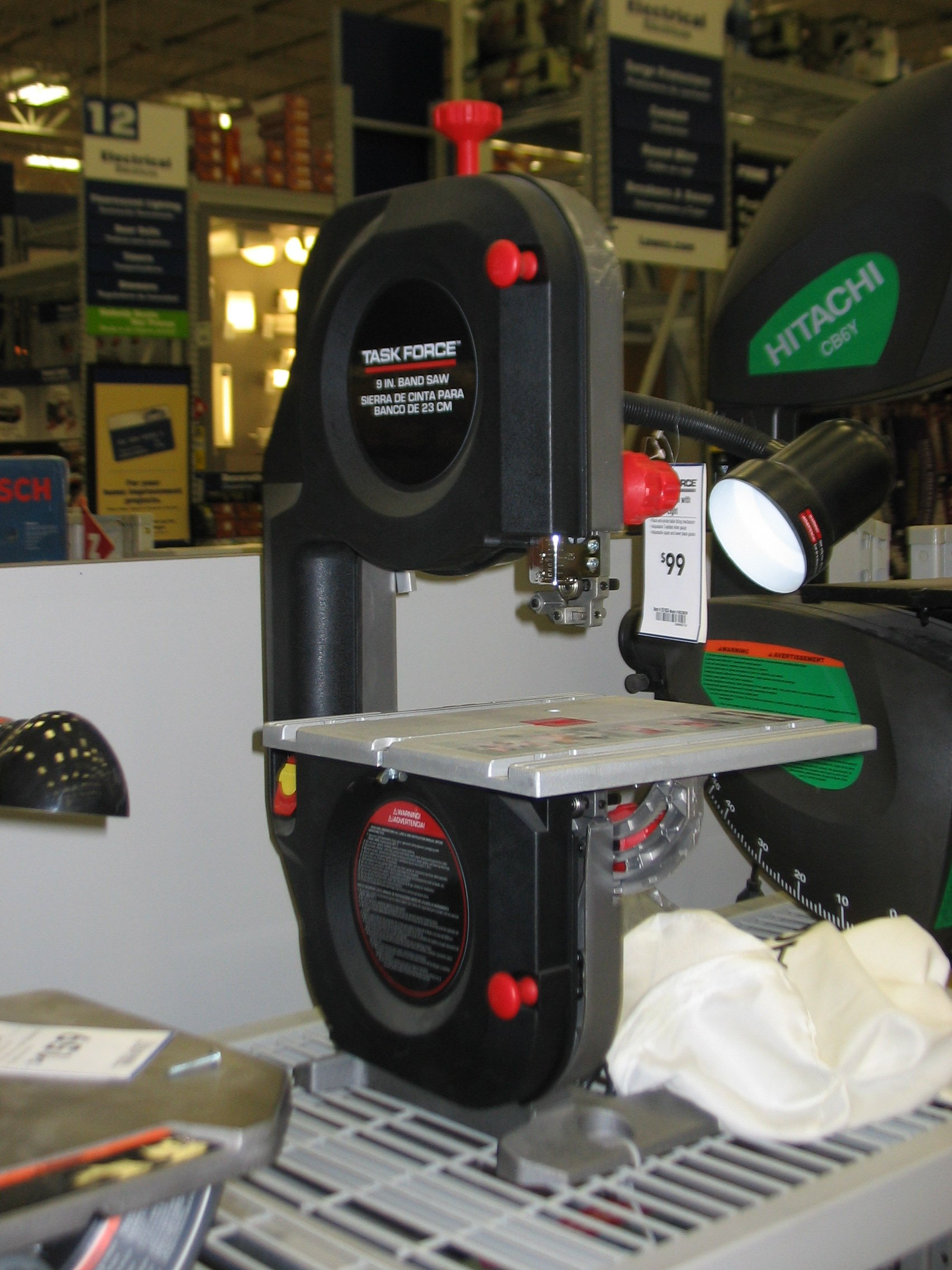
Pásová pila

## Pily na kov
Pily na kov s úběrem materiálu ve formě třísky se dělí do třech základních skupin a to na pásové, rámové a kotoučové. Pásová pila na kov pracuje na stejném principu jako pásová pila na dřevo.
Rámová zámečnická pila na kov má pilový list napjatý v litinovém rámu, který se pohybuje ve výkyvných saních. Přímočarý pohyb obstarává elektromotor a klikový mechanismus. Jednodušší stroje vyvozují tlak do řezu pouze tíhou rámu a kluzných saní, u propracovanějších konstrukcí se využívá hydraulicky ovládaného zdvihu. Lze jej tudíž nastavit v širokých mezích a rám se při zpětném pohybu nadzvedává, čímž se snižuje opotřebení listu. Používá se k dělení tyčového materiálu až do průměru 300 mm. .
Pásové pily na kov se dnes obvykle nahrazují jinými víceosými způsoby řezání, jako jsou dvouosé metody vyřezávání: vypalováním kyslíkoacetylenovým plamenem, řezání plazmatem, řezáním tlakovou vodou nebo laserem který je schopen řezat i pod úhlem. Nadále se však kotoučových a zejména pásových pil s výhodou užívá při krácení tyčových předvýrobků zejména v závodech s větším vytížením v úseku dělení materiálu. V případě menšího vytížení se na dělení tyčí, profilů a trubek často používá rozbrušovací pila s pružným brusným kotoučem případně pila třecí.
Při řezání třískovým způsobem vznikají poměrně velké síly, takže materiál musí být pevně upnut a zároveň musí být vyvozen příslušný řezný tlak, aby nedocházelo ke zbytečnému opotřebení pily.
Pilové kotouče se kvůli horší geometrii řezu příliš nepoužívají s výjimkou použití na frézkách, kde se dnes vyskytují i v podobě s vyměnitelnými břitovými destičkami ze slinutého karbidu. Kotouč na kov nemá rozvod zubů, nýbrž je od okraje ke středu mírně poodbroušen.

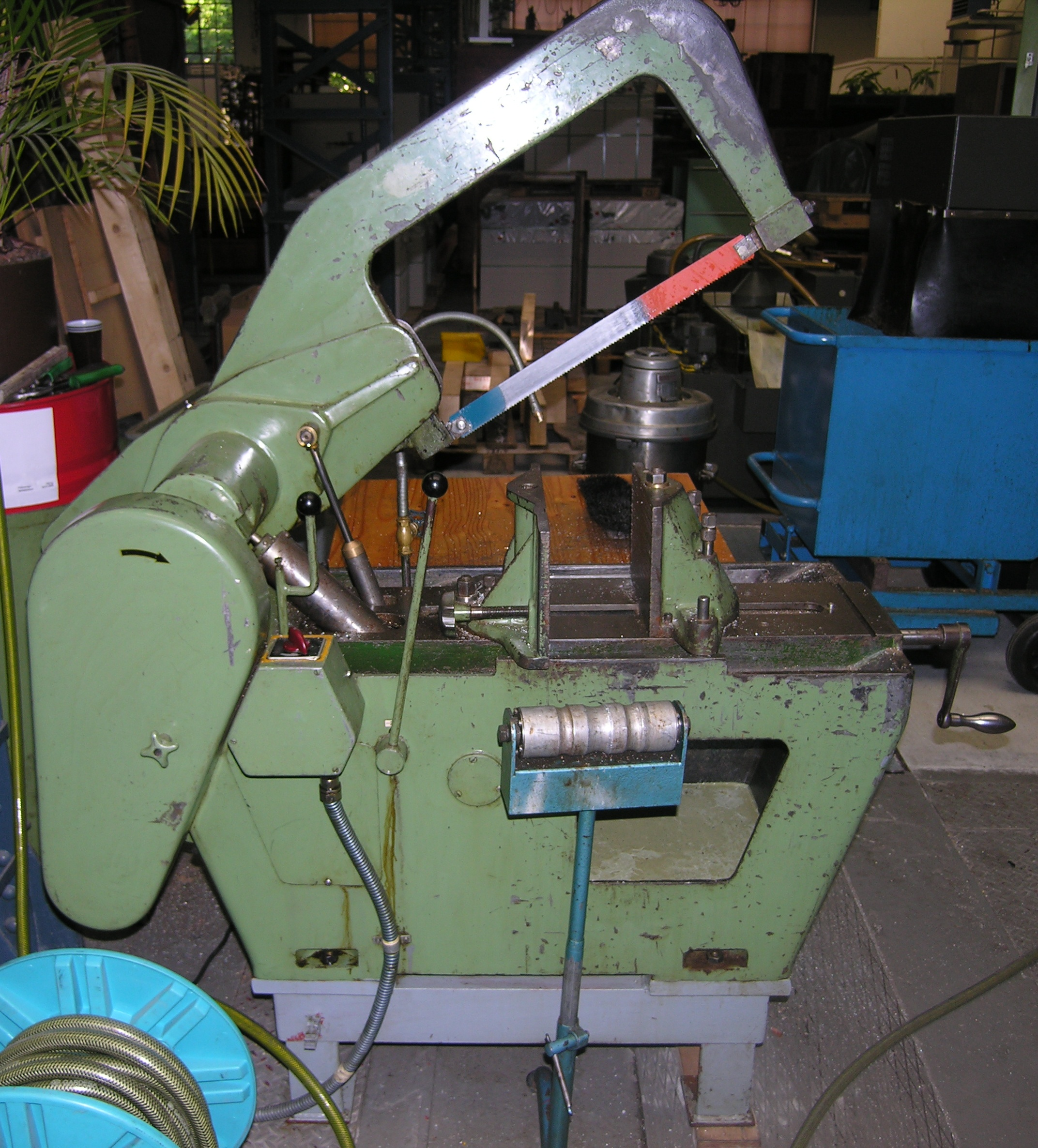
Hydraulická rámová pila na kov
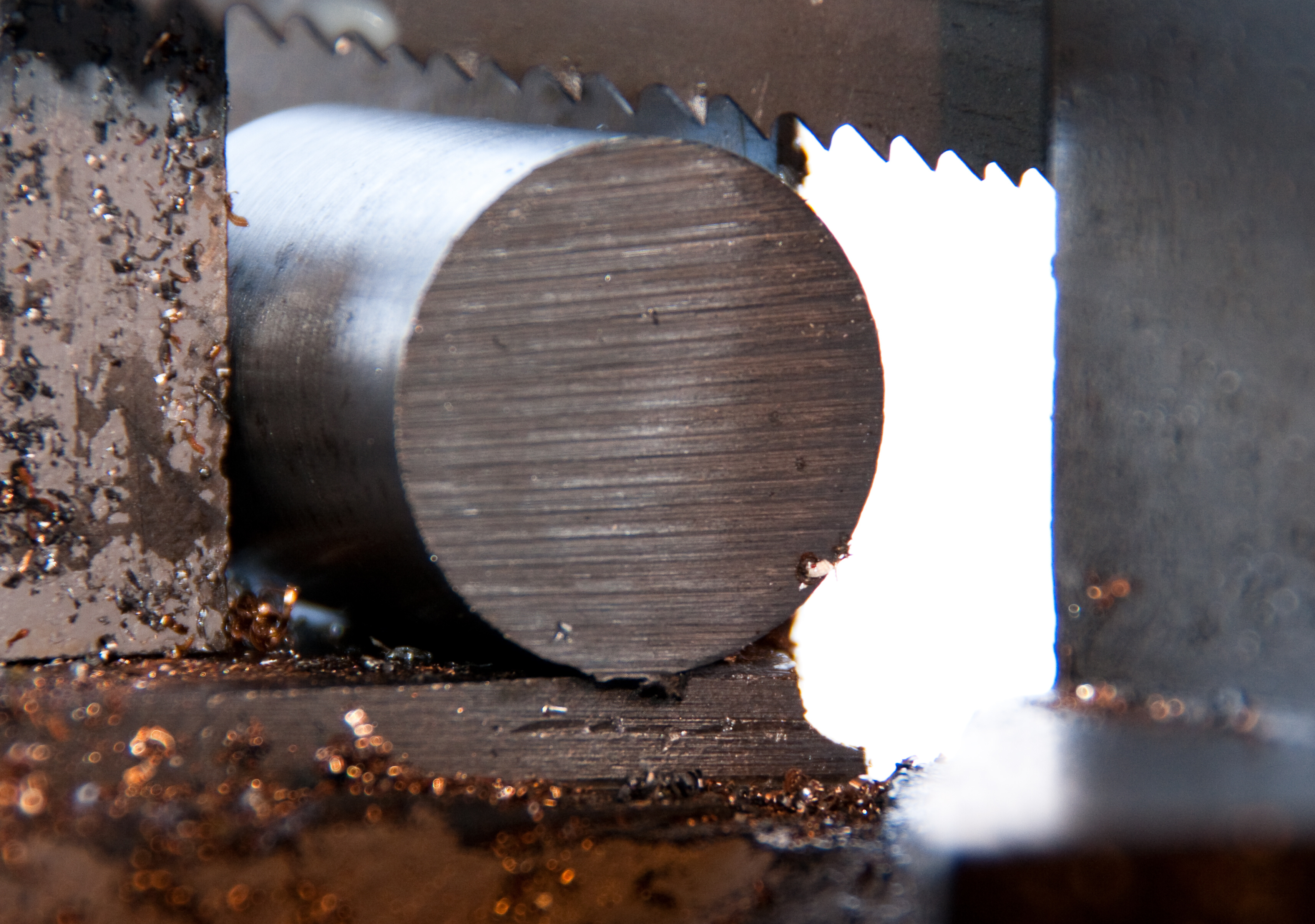
Řezání na zámečnické rámové pile

## Hra na pilu
Ruční pily bývají občas používány jako hudební nástroje. Na dlouhé ohebné pilové listy lze hrát pomocí paličky (pila je potom bicí nástroj), anebo pomocí smyčce. Hráč přitom list ohýbá do oblouku nebo do tvaru písmene „S“ a tím mění výšku tónu. Pila se vyznačuje zvláštním klouzavým tónem (glisando).
Hra na pilu se často označuje jako hra na zpívající pilu, nebo také hra na kanadskou pilu. V České republice byl nejznámějším hráčem na zpívající pilu Petr Dopita, který získal mnoho i zahraničních ocenění. Známou skupinou, které má hru na zpívající pilu v nabídce, je Cimbálová muzika Miroslava Kotlára.